# Walter Guglielmone
Walter Guglielmone Gómez est un footballeur uruguayen né le 11 avril 1978 à Salto en Uruguay. Il est attaquant et a connu 2 sélections en équipe nationale. Il est le demi-frère d'Edinson Cavani.

## Biographie
Il est l'agent de son demi-frère, Edinson Cavani.

## Carrière
- 1999 : Club Nacional de Football  Uruguay
- 2000 : Frontera Rivera   Uruguay
- 2001 : Montevideo Wanderers  Uruguay
- 2002-2003 : AC Ajaccio  France 17 matchs 1 but
- 2003 (juillet) : Club Nacional de Football  Uruguay
- 2004 : Danubio FC  Uruguay
- 2004 : CF Pachuca  Mexique
- 2005 : Jaguares de Chiapas  Mexique
- 2005 (juillet)-2006 : CA Peñarol  Uruguay
- 2006 (août)-2007 : Liverpool FC  Uruguay
- 2007-2009 : FK Inter Bakou  Azerbaïdjan
- 2009-2010 : FK Neftchi Bakou  Azerbaïdjan
- 2010 : Club Guaraní  Paraguay
- 2010-2011 : Montevideo Wanderers  Uruguay
- 2012 : Esporte Clube Pelotas  Brésil
- 2012 : Beijing Institute of Technology  Chine